# Made in England (album Elton John)
Made in England è il trentasettesimo album (il venticinquesimo in studio) dell'artista britannico Elton John, pubblicato il 20 marzo 1995.

## Il disco
Registrato agli AIR Studios di Londra, è dedicato alla memoria di Denis Gauthier e Peter Williams, oltre che al compagno e futuro marito di Elton, David Furnish (conosciuto nel 1993). Questo album vuole rappresentare un ritorno alle origini: la star britannica intende votarsi al riutilizzo di strumenti classici e all'abbandono dell'elettronica che aveva dominato gran parte della scena musicale mondiale negli anni Ottanta e Novanta. Per questo scopo, vengono richiamati il produttore Greg Penny e soprattutto il fidato arrangiatore Paul Buckmaster, che aveva curato gli arrangiamenti di album come Elton John (1970), Tumbleweed Connection (1970), Madman Across the Water (1971) e Blue Moves  (1976). Molti testi di Bernie Taupin, inoltre, recano un'impronta maggiormente riflessiva, già sperimentata nell'LP del 1992 The One. Di conseguenza, le composizioni eltoniane risultano molto articolate, culminando in brani di deciso spessore artistico come Believe e Belfast.
In ogni caso, la presenza dell'elettronica viene limitata, ma non del tutto eliminata; ciò nonostante, Made in England rappresenta un altro successo per Elton John, soprattutto in Europa, raggiungendo la numero 3 nel Regno Unito, la numero 4 in Germania, la numero 2 in Francia e la numero 4 in Italia (dall'altra parte dell'Atlantico conseguirà una numero 13 USA). Furono inoltre pubblicati quattro singoli: la già citata  Believe, la title track Made in England, Blessed e Please; Pain fu pubblicata come singolo promo esclusivamente negli USA. Believe venne eseguita nel 1994 (in anteprima) al Greek Theatre di Los Angeles nel corso di un concerto con Ray Cooper; in seguito, nel novembre dello stesso anno, fu inserita nella scaletta di un tour che toccò il Regno Unito, la Francia, l'Italia e il Giappone.
Curiosamente, tutti i brani, ad eccezione della title track, risultano formati da una sola parola.

## Tracce
1. Believe – 4:55
2. Made in England – 5:09
3. House – 4:27
4. Cold – 5:37
5. Pain – 3:49
6. Belfast – 6:29
7. Latitude – 3:34
8. Please – 3:52
9. Man – 5:16
10. Lies – 4:25
11. Blessed – 5:01

## I singoli
| Data di pubblicazione nel Regno Unito | Singolo         | Note                                     | Posizioni più alte                        |
| ------------------------------------- | --------------- | ---------------------------------------- | ----------------------------------------- |
| 20 febbraio 1995                      | Believe         | Pubblicato in tutto il mondo             | numero 15 UK, numero 13 USA, numero 1 CAN |
| 8 maggio 1995                         | Made in England | Pubblicato in tutto il mondo             | numero 18 UK, numero 52 USA               |
| 18 dicembre 1995                      | Blessed         | Non pubblicato nel Regno Unito           | numero 34 USA, numero 3 CAN               |
| 22 gennaio 1996                       | Please          | Pubblicato nel Regno Unito               | numero 33 UK                              |
| 11 marzo 1996                         | Pain            | Solo promo, pubblicato negli Stati Uniti | /                                         |

## B-sides
| Brano                                          | Formato                                                |
| ---------------------------------------------- | ------------------------------------------------------ |
| "The One (Live)"                               | Believe 7"/CD (US/UK)                                  |
| "The Last Song (Live)"                         | Believe CD (US/UK)                                     |
| "Sorry Seems to be the Hardest Word (Live)"    | Believe CD (US/UK)                                     |
| "Believe (Live)"                               | Believe CD (US/UK)                                     |
| "Believe (Urban Turban Version)"               | Believe CD (US)                                        |
| "Believe (Hardkiss Mix)"                       | Made in England 12"/CD (US)                            |
| "Made in England (Junior's Sound Factory Mix)" | Made in England 12" (US/UK), CD (US) / Blessed CD (UK) |
| "Made in England (Junior's Factory Dub)"       | Made in England 12" (US/UK), CD (US)                   |
| "Made in England (Junior's Joyous Mix)"        | Made in England 12" (US/UK), CD (US) / Blessed CD (UK) |
| "Made in England (Junior's Big House Mix)"     | Made in England 12" (US)                               |
| "Made in England (Junior's Jungle Mix)"        | Made in England 12" (US)                               |
| "Made in England (Junior's Big House Dub)"     | Made in England 12" (US)                               |
| "Made in England (Junior's Massive House Dub)" | Made in England 12" (US)                               |
| "Made in England (Junior's Jungle Dub)"        | Made in England 12" (US)                               |
| "Your Song (Live)"                             | Made in England CD (UK)                                |
| "Don't Let the Sun Go Down On Me (Live)"       | Made in England CD (UK)                                |

## Outtakes
Ci sono numerose outtakes provenienti dalle sessioni di registrazione di Made in England. Alcune di queste sono Building a Bird, Leaves, Hell, Skin, Tick-Tock, Red, Live like Horses, versioni alternative di Belfast e Believe. Red venne inclusa nella compilation francese Sol En Si, mentre una versione di Live like Horses fu inserita nell'album del 1997 The Big Picture. Building a Bird, inoltre, fu registrata e cantata da Nigel Olsson per il suo album del 2001 Move the Universe (distribuito esclusivamente in Giappone). Il resto delle outtakes non è stato ancora pubblicato ufficialmente.

## Classifiche
Album
| Anno | Classifica        | Posizione |
| ---- | ----------------- | --------- |
| 1995 | The Billboard 200 | 13        |

Believe
| Anno | Classifica            | Posizione |
| ---- | --------------------- | --------- |
| 1995 | The Billboard Hot 100 | 13        |
| 1995 | Adult Contemporary    | 1         |
| 1995 | Adult Top 40          | 31        |
| 1995 | Top 40 Mainstream     | 21        |

Blessed
| Anno | Classifica              | Posizione |
| ---- | ----------------------- | --------- |
| 1995 | The Billboard Hot 100   | 34        |
| 1995 | Adult Contemporary      | 2         |
| 1995 | Adult Top 40            | 4         |
| 1996 | Top 40 Adult Recurrents | 2         |

Made In England
| Anno | Classifica                         | Posizione |
| ---- | ---------------------------------- | --------- |
| 1995 | The Billboard Hot 100              | 52        |
| 1995 | Adult Contemporary                 | 12        |
| 1995 | Top 40 Mainstream                  | 39        |
| 1995 | Hot Dance Music/Club Play          | 13        |
| 1995 | Hot Dance Music/Maxi Singles Sales | 29        |

## Formazione
- Elton John: voce, cori, pianoforte, harmonium, tastiera
- Charlie Morgan: batteria
- Bob Birch: basso, cori
- Teddy Borowiecki: fisarmonica
- Davey Johnstone: chitarra, cori, mandolino, banjo
- Ray Cooper: percussioni
- Guy Babylon: tastiera, cori, programmazione
- Paul Carrack: organo Hammond
- Dermont Crehan: violino
- Paul Brennan: flauto